# Nahan
Nahan è una città dell'India di 25.972 abitanti, capoluogo del distretto di Sirmaur, nello stato federato dell'Himachal Pradesh. In base al numero di abitanti la città rientra nella classe III (da 20.000 a 49.999 persone).

## Geografia fisica
La città è situata a 30° 33' 0 N e 77° 17' 60 E e ha un'altitudine di 558 m s.l.m.

## Società

### Evoluzione demografica
Al censimento del 2001 la popolazione di Nahan assommava a 25.972 persone, delle quali 13.918 maschi e 12.054 femmine. I bambini di età inferiore o uguale ai sei anni assommavano a 2.983, dei quali 1.531 maschi e 1.452 femmine. Infine, coloro che erano in grado di saper almeno leggere e scrivere erano 20.813, dei quali 11.581 maschi e 9.232 femmine.